# André Villas-Boas
André Villas-Boas  (sinh ngày 17 tháng 10, 1977 tại Porto) là một huấn luyện viên bóng đá người Bồ Đào Nha. Sau khi đưa Porto giành cú ăn 4 ngọan mục, ông được giới bóng đá gọi bằng biệt danh "Mourinho đệ nhị" hay "Người đặc biệt". Ở tuổi 33, ông là huấn luyện viên đắt giá nhất trong lịch sử khi khoản đền bù giải phóng hợp đồng lên tới 15 triệu euro.

## Sự nghiệp

### Những năm đầu
Sir Bobby Robson là người thầy đầu tiên của Villas-Boas trong những năm 1990. Cố huấn luyện viên người Anh tận tình chỉ dạy Villas-Boas khi nhà cầm quân Porto mới là cậu nhóc 16 tuổi. Trước khi chính thức bước vào sự nghiệp cầm quân, Andre Villas-Boas từng là trợ lý đắc lực của Jose Mourinho ở Porto, Chelsea và Inter Milan đồng thời cũng tham gia công tác tuyển trạch. Tuy nhiên, Andre Villas Boas đã chia tay huấn luyện viên Mourinho khi ông này quyết định đến Real Madrid.

### Académica
CLB mà Boas chọn để hành nghề là một CLB hạng trung của giải VĐQG Bồ Đào Nha có tên Academica. Khi Boas đến với Academica vào mùa giải 2009-2010, CLB này đang xếp cuối cùng trên BXH và phải vật lộn với cuộc chiến trụ hạng. Bằng tài năng của mình, Boas đã đặt dấu ấn của mình lên CLB nhỏ bé này và giúp Academica có một cuộc "chạy trốn tử thần" ngoạn mục khi hoàn thành mùa giải ở vị trí thứ 11. Hơn nhóm xuống hạng tới 10 điểm. Đó chính là thành công đầu tiên giúp cho tên tuổi của Boas vang danh ở Bồ Đào Nha và trở thành cái tên đáng chú ý. Boas không chỉ giúp Academica trụ hạng thành công mà còn thổi vào đội bóng này một luồng sinh khí mới, với một lối chơi tấn công rực lửa và quyến rũ. Triết lý bóng đá của Boas cộng với những thành công có được đã giúp ông lọt vào mắt xanh của BLĐ F.C. Porto, một đội bóng giàu chất cống hiến nhất Bồ Đào Nha.

### Porto
Tháng 6 năm 2010, Boas đã trở thành thuyền trưởng của F.C. Porto và bắt đầu gặt hái những thành công ngoài sức tưởng tượng cùng đội bóng (VĐQG Bồ Đào Nha, Cúp QG Bồ Đào Nha và UEFA Europa League). Villas-Boas còn có thành tích ấn tượng bất bại tại Giải VĐQG Bồ Đào Nha (thắng 27, hòa 3 sau 30 trận) và thắng 14/17 trận ở đấu trường châu Âu với lối chơi tấn công rực lửa. Cùng lúc đó Chelsea vừa sa thải huấn luyện viên Carlo Ancelotti và Abramovich đang muốn tìm 1 thuyền trưởng mới. Và chuyện gì đến đã phải đến, Villas-Boas theo bước ông thầy cũ Mourinho để đến Chelsea.

### Chelsea
Vào ngày 22 tháng 6 năm 2011, Villas-Boas chính thức trở thành huấn luyện viên của câu lạc bộ Chelsea sau khi câu lạc bộ Porto đồng ý với số tiền là 15 triệu euro để phá vỡ hợp đồng. Ở tuổi 33, Villas-Boas là huấn luyện viên trẻ nhất trong lịch sử Premier League, ít hơn 2 tuổi so với thủ môn dự bị Hilario, già hơn nửa năm tuổi so với hai học trò Lampard và Drogba.
Nhưng trái với kỳ vọng, thành tích của Chelsea dưới thời Villas Boas tồi tệ, kèm theo đó là những bất ổn trong nội bộ đội bóng. Một số trụ cột mà điển hình là Lampard đã thẳng thắn công khai mối quan hệ bất hòa của mình với Villas Boas. Tính đến vòng 27 Premier League, Chelsea đứng ở vị trí thứ 5 (không nằm trong nhóm dự UEFA Champions League) và cách đội đầu bảng Manchester City 17 điểm. Đây là thành tích kém cỏi nhất so với các triều đại trước đó tại sân Stamford Bridge và đặc biệt là so với The Blues của huấn luyện viên Ancelotti mùa giải trước.
Ngày 4 tháng 3 năm 2012, sau trận thua West Brom trên sân khách với tỷ số 0-1 tại vòng 27 Premier League, trên trang chủ của Chelsea xác nhận tỷ phú Abramovich đã chính thức sa thải Villas Boas, chấm dứt 8 tháng làm việc ngắn ngủi của ông tại sân Stamford Bridge. Theo nguồn tin không chính thức, số tiền Chelsea đền bù cho Villas Boas là 20 triệu bảng cho những năm hợp đồng còn lại.

## Những kỷ lục
- huấn luyện viên trẻ nhất vô địch UEFA Europa League.
- Phá vỡ kỷ lục dẫn dắt đội bóng có chuỗi trận bất bại dài nhất trên tất cả các mặt trận với 36 trận. Kỷ lục cũ do Mourinho lập nên với 33 trận.
- CLB đạt được nhiều điểm nhất trong lịch sử giải VĐQG Bồ Đào Nha với 84 điểm.
- Giúp Porto trở thành đội bóng BĐN giành nhiều trận thắng nhất ở cúp châu Âu với 14 trận thắng; giúp Porto có được chuỗi trận thắng liên tiếp dài nhất ở giải quốc nội với 16 trận; giúp Porto trở thành đội bóng thứ 2 sau Benfica mùa giải 1972-1973 vô địch BĐN mà không để thua bất cứ một trận đấu nào.
- Ngoài ra ông còn là huấn luyện viên trẻ nhất giải Ngoại hạng Anh và là huấn luyện viên đắt giá nhất trong lịch sử.

## Danh hiệu Huấn luyện Viên
FC Porto
- Vô địch Primeira Liga: 2011
- Vô địch Cúp Bồ Đào Nha: 2011
- Vô địch Siêu cúp Bồ Đào Nha (Supertaça Cândido de Oliveira): 2010
- Vô địch UEFA Europa League : 2011

Tottenham Hostppur
- Tứ kết UEFA Europa League : 2013

Zenit Sankt-Peterburg
- Á quân Ngoại hạng Nga: 2014
- Vô địch Ngoại hạng Nga: 2015
- Vô địch Siêu Cúp Nga: 2015
- Vô địch Cúp Nga: 2016
- Tứ kết UEFA Europa League : 2015

Cá nhân
- CNID Breakthrough Coach: 2010
- Globos de Ouro: Prémio revelação 2011

## Thống kê sự nghiệp
| Đội bóng                  | Quốc gia                  | Đến                  | Đi                  | Kết quả         | Kết quả | Kết quả | Kết quả | Kết quả   | Kết quả    | Kết quả       |
| Đội bóng                  | Quốc gia                  | Đến                  | Đi                  | Số trận chỉ đạo | Thắng   | Hoà     | Thua    | Bàn thắng | Thủng lưới | Tỉ lệ thắng % |
| ------------------------- | ------------------------- | -------------------- | ------------------- | --------------- | ------- | ------- | ------- | --------- | ---------- | ------------- |
| Quần đảo Virgin thuộc Anh | Quần đảo Virgin thuộc Anh | 2000                 | 2001                | 2               | 0       | 0       | 2       | 1         | 14         | 000,00        |
| Académica de Coimbra      | Bồ Đào Nha                | 14 tháng 10 năm 2009 | 2 tháng 6 năm 2010  | 30              | 11      | 9       | 10      | 38        | 35         | 036,67        |
| Porto                     | Bồ Đào Nha                | 2 tháng 6 năm 2010   | 21 tháng 6 năm 2011 | 58              | 49      | 5       | 4       | 145       | 42         | 084,48        |
| Chelsea                   | Anh                       | 22 tháng 6 năm 2011  |                     | 0               | 0       | 0       | 0       | 0         | 0          | —             |
| Tổng cộng                 | Tổng cộng                 | Tổng cộng            | Tổng cộng           | 90              | 60      | 14      | 16      | 184       | 91         | 066,67        |